# Truchseß von Baldersheim

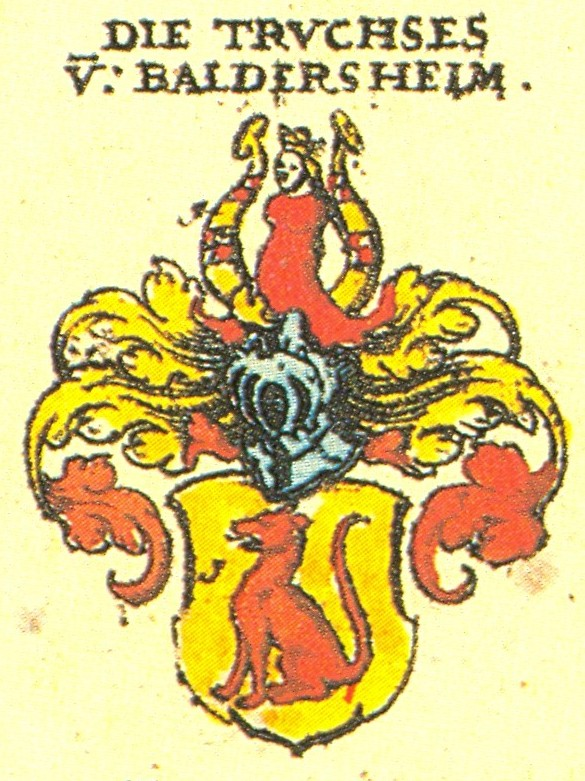
Wappen der Familie Truchseß von Baldersheim nach Siebmachers Wappenbuch

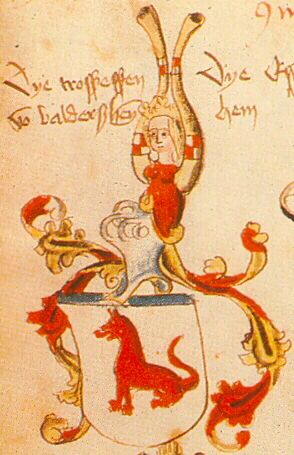
Wappen nach dem Ingeram-Codex

Die Familie Truchseß von Baldersheim war ein fränkisches Adelsgeschlecht im Ritterkanton Odenwald.

## Geschichte
Der Name Truchseß von Baldersheim leitet sich von dem Hofamt Truchsess im Gefolge des Hauses Hohenlohe und der namensgebenden Ortschaft Baldersheim, heute Teil der Stadt Aub im unterfränkischen Landkreis Würzburg, ab. Die erste Nennung war 1284. Die Familie spaltete sich früh in die Linien Balbach und Waldmannshofen auf.
Die Truchseß von Baldersheim waren schwerpunktmäßig im heutigen südlichen Landkreis Würzburg vertreten und hatten weiterem Besitz in Mittelfranken und im angrenzenden Gebiet von Baden-Württemberg. Zum Ende des 14. Jahrhunderts ergab sich für die vormaligen Vasallen der Hohenlohe-Brauneck durch das Aussterben des Geschlechtes die Chance eines eigenen Herrschaftsbereiches. Durch vertrauensvolle Beziehungen zu ihren Lehnsherren, neben dem Haus Hohenlohe auch der Würzburger Fürstbischof Gerhard von Schwarzburg, erwarben sie mehrere Besitzungen mit dem Zentrum Aub, das 1404 zur Stadt erhoben wurde. Ein Teil der Besitzungen wurde im 15. Jahrhundert an die Familie Rosenberg verkauft. Die Truchseß von Baldersheim sind unter anderem mit der Familie Seckendorff und zahlreichen anderen Geschlechtern des Niederadels verwandt.
1602 starb die Familie der Truchseß von Baldersheim aus. Ihre Besitzungen fielen an das Hochstift Würzburg zurück.

## Verbreitung
Archshofen, (Unter-)Balbach, Gülchsheim, Hemmersheim, Hopferstadt, Klingen, Lipprichhausen, Neubronn, Oellingen, als Amtmänner auf der Reichelsburg, Reyelsberg, Rimbach, Rodheim, Röttingen, Sechselbach, Simmershofen, Standorf, Waldmannshofen und Burg Waldmannshofen bei Creglingen, Amtmann zu Wertheim

## Wappen
Bei Siebmacher ein sitzender roter Fuchs (Hund) auf goldenem Grund. Als Helmzier zwischen Büffelhörnern das Brustbild einer gekrönten Jungfrau. Die Büffelhörner tragen einen in Rot und Silber geschachten Balken. Anfang des 15. Jahrhunderts bestand ein Wappenvertrag mit den Truchseß von Wetzhausen, offenbar existierten verwandtschaftliche Beziehungen und die Truchseß von Baldersheim suchten mit einem eigenen Wappen ihre Eigenständigkeit zum Ausdruck zu bringen.